# Синяков, Дмитрий Егорович
Дми́трий Его́рович Синяко́в (6 октября 1921, Воронеж — 17 ноября 1993, там же) — советский футболист, нападающий и футбольный тренер. Мастер спорта СССР (1951).

## Биография
С 1936 года начал заниматься футболом в детской команде Воронежа.
В 1942 году вместе с авиационным заводом имени К. Е. Ворошилова был эвакуирован из Воронежа в Куйбышев.
Вместе с Борисом Герасимовым, Николаем Михеевым, Иваном Рожковым, Михаилом Ходнёй, Сергеем Румянцевым, Алексеем Колесниковым и Владимиром Теляком вошёл в основной состав нового клуба «Крылья Советов». Одиннадцать сезонов Дмитрий Синяков играл за основной состав «Крыльев» и забил первый хет-трик клуба в ворота армейцев Новосибирска. С 1946 года выступал в классе «А» чемпионата СССР.
В 1953 году окончил школу тренеров при ГЦОЛИФК.
В 1953 году вернулся в Воронеж, где один сезон провел в качестве играющего тренера городской команды и завоевал вместе с клубом право выступать в классе «Б». В следующем году — старший тренер команды Воронежа. До 1966 года с небольшими перерывами тренировал команду Воронежа, переименованную в 1959 году в «Труд».

## Клубная статистика
| Выступление      | Выступление      | Выступление      | Чемпионат | Чемпионат | Кубок | Кубок | Прочие | Прочие | Итого | Итого |
| Клуб             | Лига             | Сезон            | Игры      | Голы      | Игры  | Голы  | Игры   | Голы   | Игры  | Голы  |
| ---------------- | ---------------- | ---------------- | --------- | --------- | ----- | ----- | ------ | ------ | ----- | ----- |
| Крылья Советов   | вторая группа    | 1945             | 17        | 5         | —     | —     | —      | —      | 17    | 5     |
| Крылья Советов   | первая группа    | 1946             | 22        | 4         | 1     | 0     | —      | —      | 23    | 4     |
| Крылья Советов   | первая группа    | 1947             | 19        | 9         | 2     | 0     | —      | —      | 21    | 9     |
| Крылья Советов   | первая группа    | 1948             | 21        | 5         | 1     | 0     | 1      | 3      | 23    | 8     |
| Крылья Советов   | первая группа    | 1949             | 18        | 3         | —     | —     | —      | —      | 18    | 3     |
| Крылья Советов   | класс «А»        | 1950             | 25        | 5         | 2     | 0     | —      | —      | 27    | 5     |
| Крылья Советов   | класс «А»        | 1951             | 3         | 1         | —     | —     | —      | —      | 3     | 1     |
| Крылья Советов   | класс «А»        | 1952             | 2         | 0         | —     | —     | —      | —      | 2     | 0     |
| Крылья Советов   | Итого            | Итого            | 127       | 32        | 6     | 0     | 1      | 3      | 134   | 35    |
| Всего за карьеру | Всего за карьеру | Всего за карьеру | 127       | 32        | 6     | 0     | 1      | 3      | 134   | 35    |

прочие матчи
- 6 мая 1948 выступал в аннулированном матче «Крылья Советов» — «Авангард» (Свердловск) 5:1